# Сэйтайсё
Сэйтайсё (яп. 政体書, せいたいしょ, Указ о государственном устройстве) — закон в Японии, определявший организационную структуру Императорского правительства в начале реставрации Мэйдзи. Провозглашён 11 июня 1868 года. Вступил в силу 17 июня того же года.

## Краткие сведения
Указ о государственном устройстве подготовили Соэдзима Танэоми, выходец из княжества Сага, и Фукуока Такатика, выходец из княжества Тоса. При создании документа они ориентировались на Конституцию США, японский перевод «Краткого описания США» Ильи Бридгмана и «Рёгигэ», средневековые комментарии к японскому праву 8 века.
Указ начинался с Клятвы пяти пунктов, которая перечисляла основополагающие принципы реставрации Мэйдзи (Статья 1). Основной текст документа постановлял, что вся власть в стране принадлежит Палате большого государственного совета, которая действовала от имени Императора (Статья 2). Декларировалось разделение властей на законодательную, исполнительную и судебную (Статьи 2,3), а также принцип переизбираемости чиновников на должности каждые 4 года (Статья 9).
Согласно указу, центральное правительство Японии получало новое название — Палата большого государственного совета. Ей подчинялись семь центральных ведомств:
- Законодательный совет (議政官)
- Исполнительный совет (行政官)
- Совет синто (神祇官)
- Счётный совет (会計官)
- Военный совет (軍務官)
- Иноземный совет (Совет иностранных дел) (外国官)
- Судебный совет (刑法官).

Законодательную власть представлял Законодательный совет. Он делился на два ведомства: Верхнюю (яп. 上局) и Нижнюю (яп. 下局) палаты. Верхняя палата была высшим органом. Она состояла из младших советников и возглавлялась старшими советниками. Эта палата определяла форму государственного правления, принимала законы, международные договоры и т. д. Нижняя палата была прообразом будущего парламента. Она формировалась из депутатов (яп. 議員), представлявших регионы, и возглавлялась председателем (яп. 議長). Задачей этой палаты было обсуждение проблем налогообложения, финансов, войны и т. д. На базе нижней палаты в январе 1869 года возник Публичный совет (яп. 公議所), который в августе того же года был преобразован в Палату собраний (яп. 集議院).
Судебную власть представлял Судебный совет. Его председатель имел в качестве подчинённых заместителя и судей.
Исполнительную власть представляли пять других советов, среди которых был центральным Исполнительный совет. Каждый совет возглавляли два председателя (яп. 輔相), которые имели десять подчинённых (яп. 弁事). Главами Исполнительной Совета были аристократы Сандзё Санэтоми и Ивакура Томоми, которые одновременно занимали должности старших советников в законодательном совете. Совет синто занимался религиозными делами, Счётный совет выполнял функцию министерства экономики и финансов, Военный совет занимался подготовкой военной реформы, а Иноземный совет был аналогом министерства иностранных дел.
Региональные правительства делились на три группы в зависимости от типа административной единицы. Этими единицами были 10 главных (яп. 府) и 23 обычные (яп. 県) префектуры, которые напрямую зависели от центра, а также 277 автономных княжеств. Префектуры образовывались на землях Императорского дома и владениях ликвидированного сёгуната. Стратегически важные префектуры получили название главных. Под командой их председателя служили инспекторы, кастеляны и урядники. Инспекторы и урядники контролировали населённые пункты, а кастеляны — замки. От главы обычной префектуры зависели уездные чиновники и особые наместники. В противовес префектурам, которые были административными единицами нового образца, автономные княжества представляли реликт предыдущего периода Эдо. Они были наследственными владениями крупных самурайских родов, которые имели собственные неунифицированные системы организации управления. Ханы возглавлялись даймё, вассалами Императора.
Кроме того, указ устанавливал табель о рангах для чиновников, от первого до девятого ранга (Статья 13).
Несмотря на декларацию разделения властей, на практике главы исполнительной власти совмещали функции глав законодательной власти. Переизбрание членов правительства также было осуществлено лишь один раз в июне 1869 года.
Закон действовал до 15 августа 1869 года.